# Blanche Monod
Pour les articles homonymes, voir Monod.
Blanche-Fanny-Marguerite Ducimetière alias Monod (Vevey, 12 mai 1880 - Collonge sur Territet, 14 avril 1956) est une artiste peintre suisse,.

## Biographie
Blanche Monod est formée à l'École des Beaux-Arts de Genève. Après avoir travaillé en France, elle s'installe à Vevey où elle peint et enseigne.
Elle participe à des expositions collectives, notamment chez Auguste Seiler à Vevey et au Lyceum à Lausanne.
Elle pratique principalement le paysage, la nature morte et le portrait.

## Collections
- Musée historique de Vevey